# Maksalaatikko

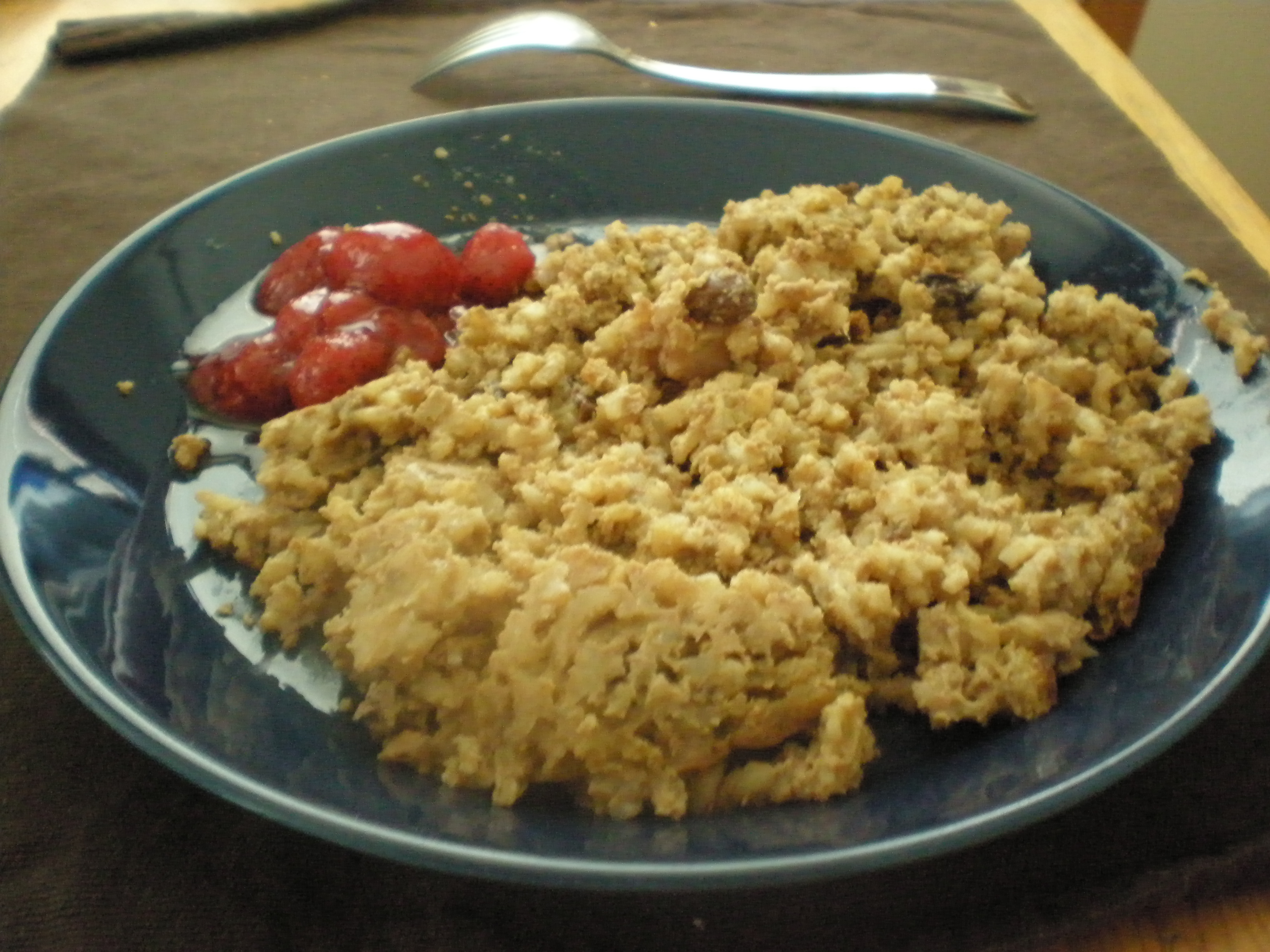
Maksalaatikko

Maksalaatikko é um prato tradicional da culinária da Finlândia.
É preprado no forno, tal como os pratos finlandeses mais antigos e verdadeiros.
Consiste num arroz de forno com fígado de bovino, podendo também ser preparado com carne. O arroz previamente cozido é colocado num recipiente próprio para ir ao forno, juntamente com o fígado, toucinho fumado, ovos, caramelo, manjerona, cebola e leite, entre ingredientes possíveis. Esta mistura é então assada no forno.
Pode ser servido com salada e molho de frutos silvestres, constituindo uma das iguarias da mesa de Natal dos finlandeses
Ingredientes do arroz de forno Maksalaatikko
 4 litros água fervente com sal
 1 xícara de arroz de grão longo branco ou
  3 xícaras de arroz branco cozido
 2 colheres de sopa de manteiga
 1 cebola média, finamente picada (1/3 de xícara)
 2 xícaras de leite
 1 ou 2 ovos, ligeiramente batidos (depende do tamanho do ovo)
 Cerca de 4 xícaras de bacon magro de cozido e moído ou muito bem picado (a gosto, pode não ser colocado)
 1/2 xícara de passas
 2 colheres de sopa de xarope de milho escuro (importante para ser a receita da Finlândia)
 2 colheres de chá de sal
 1/4 colher de chá de pimenta branca
 1/4 colher de chá de manjerona
 700 g fígado bovino, bem moído ou bem picado
 1 colher de sopa de manteiga
 Além do molho de cranberry que você encontra em lojas especializadas
 Todos os ingredientes você encontra no Brasil

 É um prato de festa, especialmente natalino.